# Ljudska univerza Murska Sobota
Ljudska univerza Murska Sobota je ljudska univerza s sedežem na Slomškovi 33 (Murska Sobota).